# برقوق بهشي الأوراق
برقوق بهشي الأوراق أو خوخ بهشي الأوراق (الاسم العلمي: Prunus ilicifolia) هو نوع من النباتات يتبع جنس الخوخ من الفصيلة الوردية.